# Mikulčice
Mikulčice község Csehországban, a Dél-morvaországi kerületben. Těšice tartozik hozzá.

## Fekvése
Csehország délkeleti részén, Hodoníntól 7 km-re délnyugatra, közel a szlovák határhoz fekszik.

## Története
A mai település központjától 3 km-re délkeletre található archeopark a 6. és 10. század között létezett települést és földvárat mutatja be.
Rasztiszláv és Szvatopluk idején Mikulčice volt a Morva Fejedelemség (egyik) központja. A földváron kívül 12 templom és a fejedelmi székhely maradványait is megtalálták, melyek az itt élt szlávok keresztény hitre való térésének kézzel fogható bizonyítékai. Az archeopark és a kiállítási termek védett nemzeti kulturális emlékhelyeknek számítanak.
A mai település első írásos említése 1131-ből származik Miculcici alakban.

## Látnivalók

### Régészeti feltárások
A város központjában a fejedelmi palota melletti hosszházas bazilika a frank térítés idején, a 9. század elején épült.
A városközponton kívül, de annak közvetlen közelében található három centrális alaprajzú templom — a régészek beosztása szerint a 6-os, a 7-es és 9-es számú épület. Mindhármat a 9. század közepén építették, tehát valószínűleg szent Metód térítésének idején. Ismereteink szerint ezek Közép-Európa legrégibb körtemplomai.
A 6. rotunda közvetlen közelében temető maradványára bukkantak. A kör alakú hajóhoz nemcsak keletről csatlakozott egy szentély, hanem nyugatról is — utóbbi egy félköríves bővülettel (ez eredetileg akár egy torony is lehetett. Ezt alátámasztja, hogy a nyugati bővület alapozása mélyebb volt, mint a többi részé. Több közép-európai rotundához csatlakozik keleten torony, de ezt a legtöbbnél utólag építették hozzá az egyszerű, egy apszisos templomhoz. Két szentélyes körtemplom nagyon kevés van, illetve volt Közép-Európában. Ebben az esetben is indokolt a mélyebb alapozás, hiszen a nyugati rész kétszintes lehetett — alul egy előkelő sírjával és fölötte karzattal.
A 7. templom alaprajza egyszerű kör, amihez keletről kis szentélyfülke kapcsolódott. Feltételezhetően keresztelőtemplom volt. A harmadik rotunda a központtól délre épült. A kívülről kör alaprajzú épület belül négykaréjos, ami antik hagyományokból származhat. A benne talált kútból arra következtetnek, hogy ez is keresztelőtemplom, „ecclesia baptismalis” funkciója lehetett. Az épület körül 81 sírt tártak fel, tehát lehet, hogy épületek egyúttal temetkező hely is volt.

## Híres személyek
- A mikulčicei feltárásokat hosszú időn át Josef Poulík vezette.

## Képek

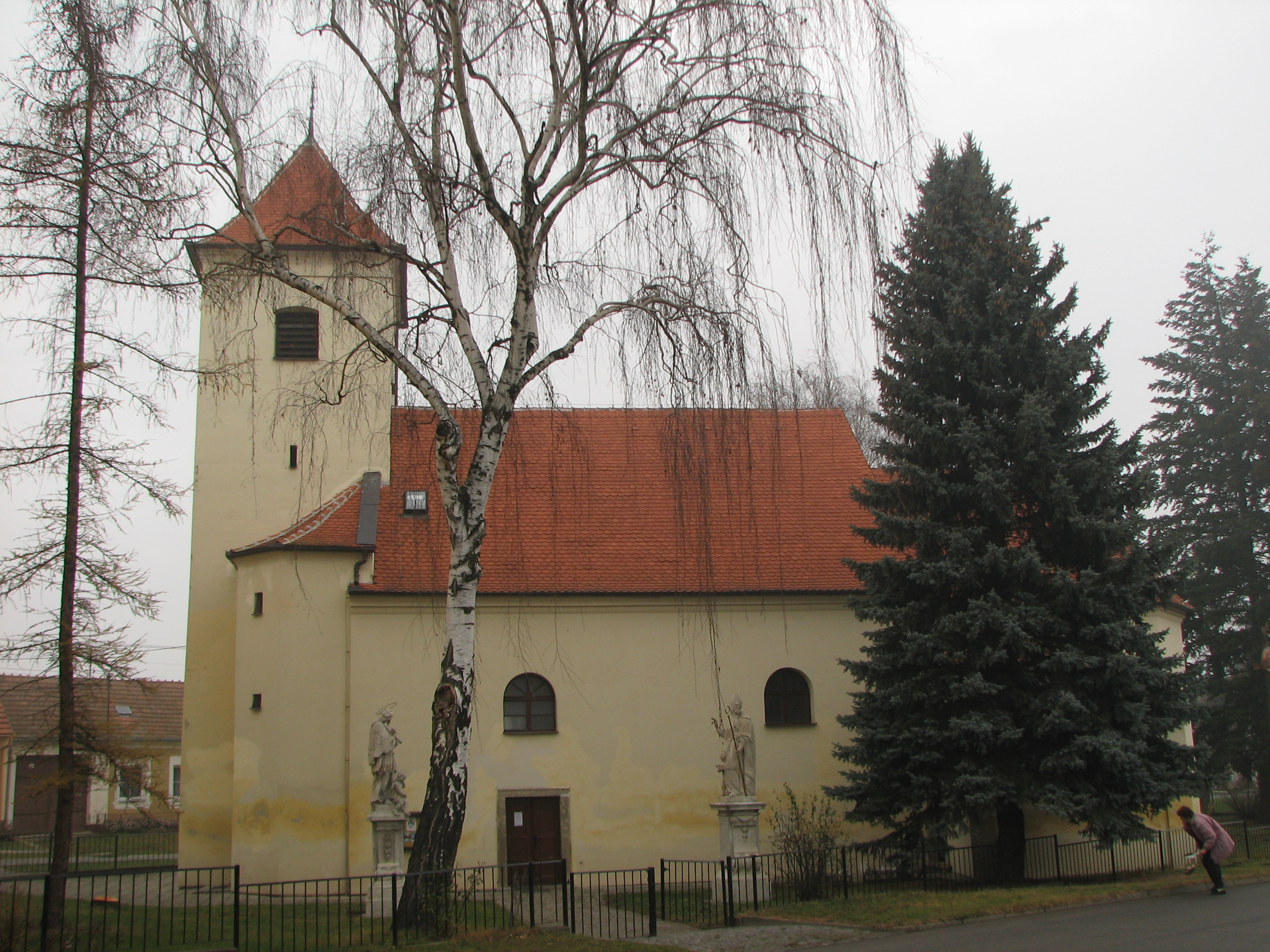
Nagyboldogasszony-templom
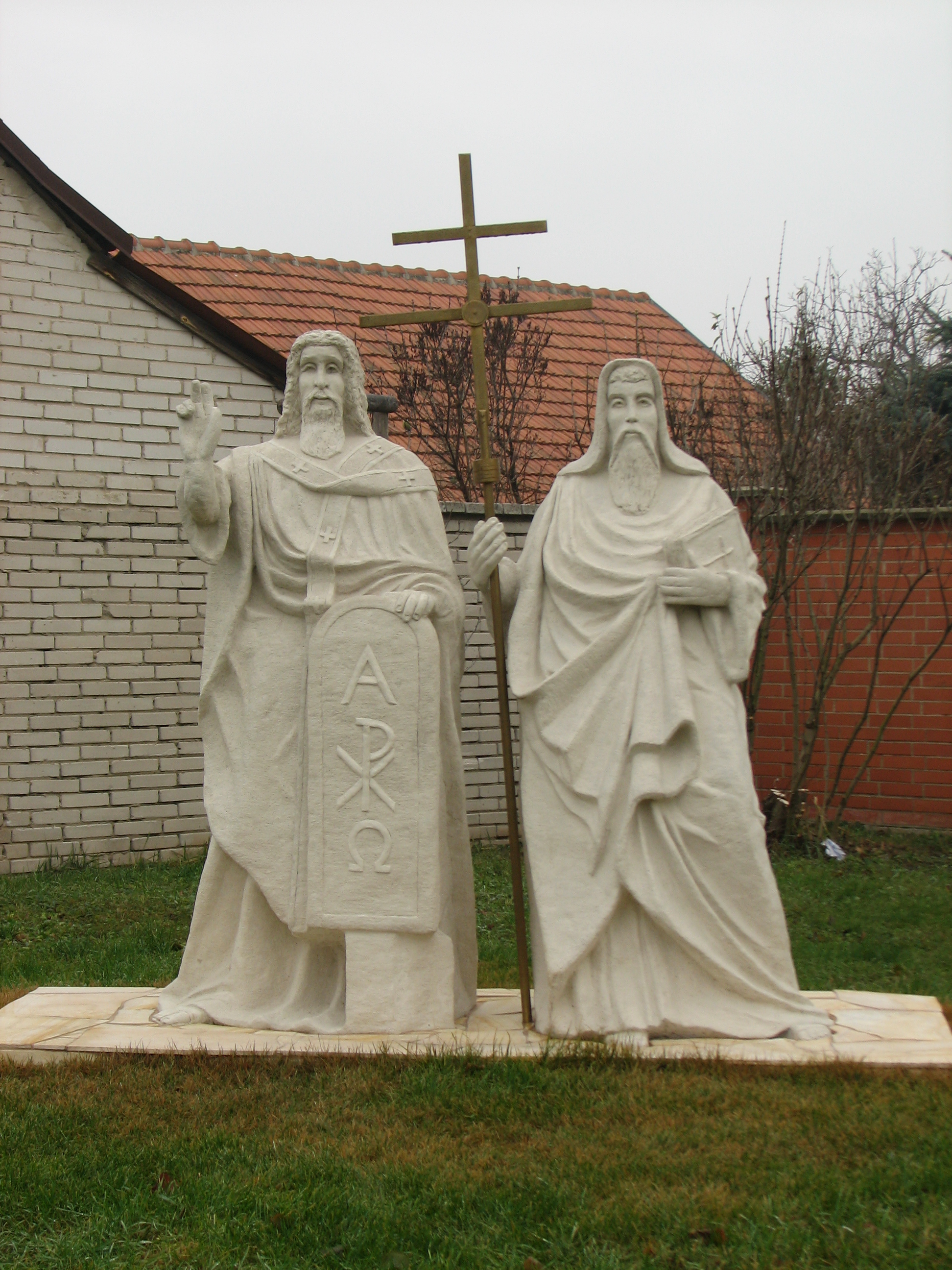
Szent Cirill és Metód szobra
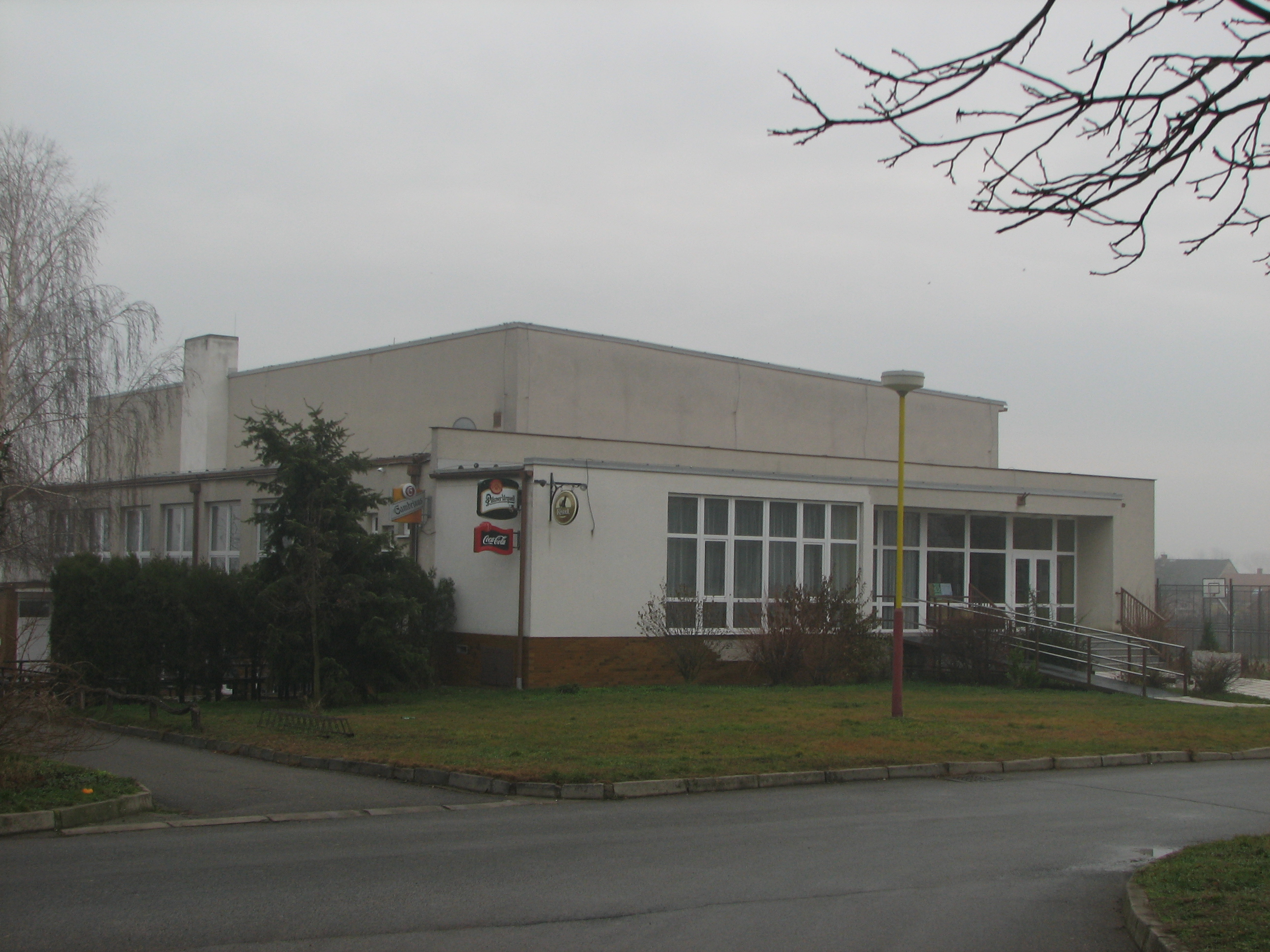
Kultúrház
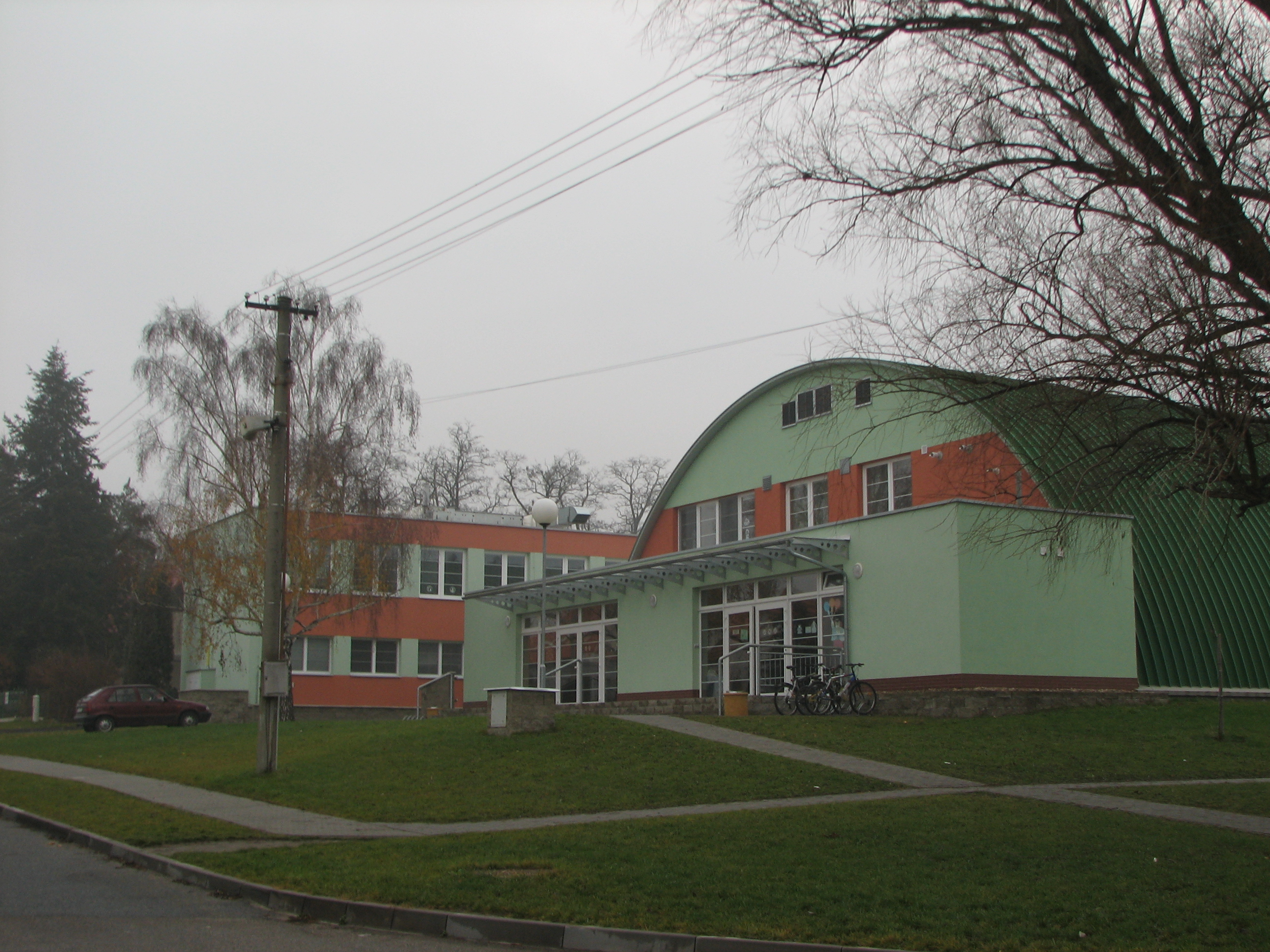
Sportcsarnok

## Népesség
A település népessége az elmúlt években az alábbi módon változott:
| Lakosok száma | 1574 | 2022 | 1980 | 2011 | 1737 | 1881 | 1959 | 1953 | 1895 | 1991 |
|               | 1869 | 1900 | 1921 | 1961 | 1980 | 2011 | 2016 | 2019 | 2021 | 2024 |